# Poza ramą
Poza ramą – singel polskiej piosenkarki Justyny Steczkowskiej. Singel został wydany 10 listopada 2022.

## Geneza utworu i historia wydania
Utwór napisali i skomponowali Andrzej Jaworski, Jeremi Sikorski, Justyna Steczkowska, Kevin Mglej, Mikołaj Trybulec oraz Monika Wydrzyńska. Piosenkarka o singlu:

»Poza Ramą«[...] „Te historie każdy zna[...] No właśnie[...] Każdy zna, bo to nie jest piosenka tylko o mnie, a o nas wszystkich.

Singel ukazał się w formacie digital download 10 listopada 2022 w Polsce za pośrednictwem wytwórni płytowej Royal Concert.
Piosenka znalazła się w grupie dwudziestu jeden polskich propozycji, spośród których polski oddział stowarzyszenia OGAE wyłaniał reprezentanta kraju na potrzeby plebiscytu OGAE Song Contest 2023.

## Teledysk
Do utworu powstał teledysk w reżyserii Mateusza Śliwy, który udostępniono w dniu premiery singla za pośrednictwem serwisu YouTube.

## Lista utworów
- Digital download[3]

1. „Poza ramą” – 2:16